# OnePlus 2
Le OnePlus 2 est le second téléphone de la marque OnePlus, sortie le 11 août 2015. Il succède au OnePlus One, en se positionnant comme un téléphone haut de gamme à bas prix. Disponible uniquement sur invitation à son lancement, l'entreprise le qualifie de flagship killer 2016, en avance sur ses concurrents. Depuis le 5 décembre 2015, le smartphone est disponible définitivement sans invitation.

## Développement
La société officialise le nom de OnePlus 2 en janvier 2015, précisant que sa sortie pourrait être repoussée à la fin de l'année, en raison de problèmes de matériel.

## Réception
L'accueil est plus mitigé que pour son prédécesseur, le OnePlus One. Selon Ars Technica, le téléphone manque de fonctionnalités phares en 2015, dont le NFC et la recharge sans fil. De même, toujours selon Ars Technica, plusieurs choix de design laisse à désirer, notamment les manques de labels sur plusieurs boutons. Le téléphone bénéficie toutefois du système d'exploitation Android sans énormes ajouts, ce qui donne un résultat très convaincant et très fluide à l'utilisation. De la même façon, le site FrAndroid souligne le manque des mêmes fonctionnalités mais est plus positif sur le design, tout en nuançant les propos de la société, ne le qualifiant pas de flagship killer 2016, mais il reste « [aujourd'hui] indéniablement l’un des meilleurs smartphones, en termes de rapport qualité - prix ».